# Alto del Arenal
Alto del Arenal – stacja metra w Madrycie, na linii 1. Znajduje się w dzielnicy Puente de Vallecas, w Madrycie i zlokalizowana jest pomiędzy stacjami Buenos Aires, a Miguel Hernández. Została otwarta w kwietniu 1994.